# 助けを求めるシグナル

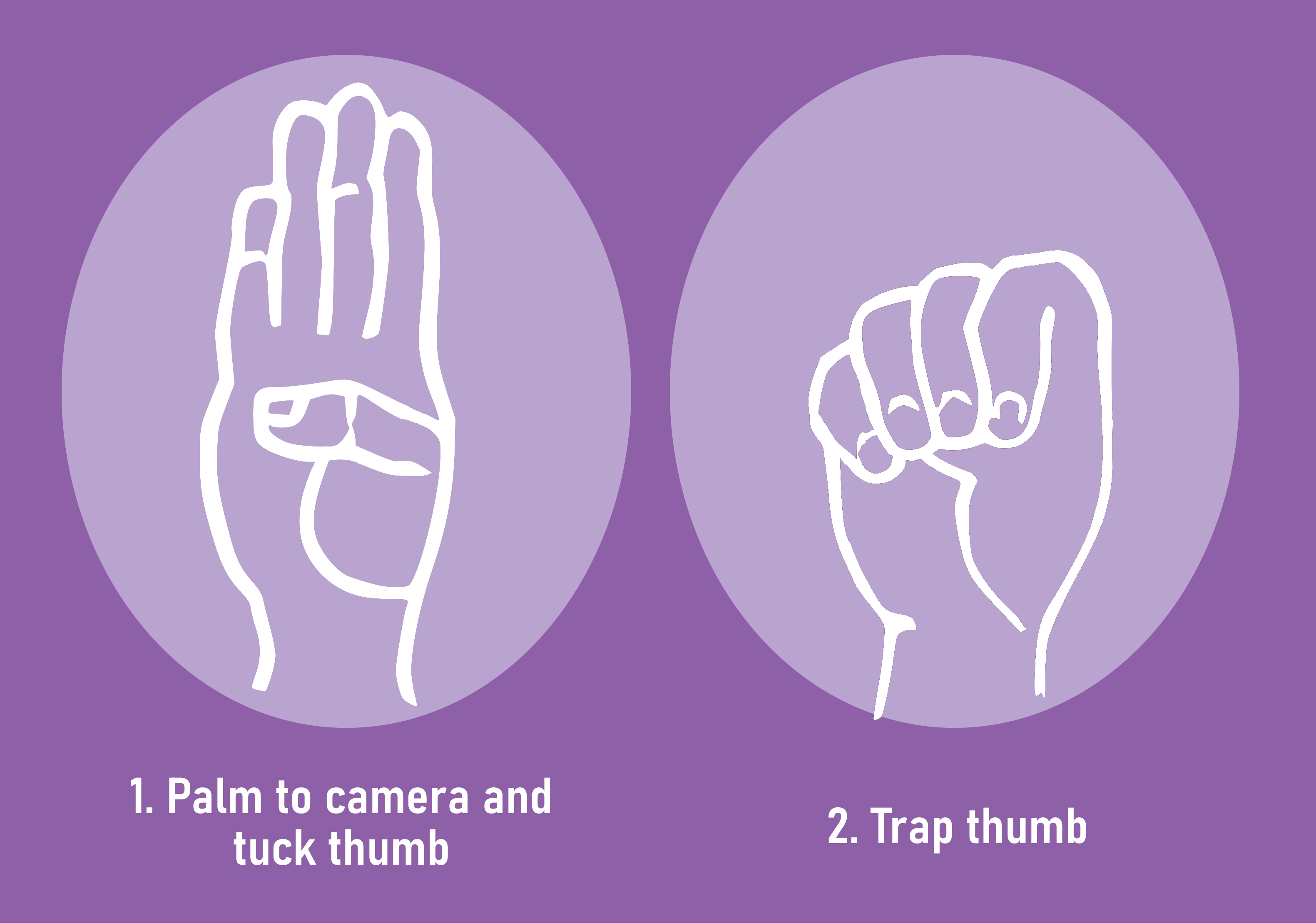
助けを求めるシグナル。
1. 手のひらをかざして親指を曲げる
2. 次に握りこぶしをつくって親指を包みこむ

助けを求めるシグナル（たすけをもとめるシグナル、英: Signal for Help）、または家庭内暴力の助けを求めるシグナル (英: Violence at Home Signal for Help) は、脅威を感じていて助けが必要であることを、ビデオ通話や対面において相手に知らせる片手でのジェスチャー、ハンドサインである。
これはもともと、新型コロナウイルス感染症の世界的流行に伴う自粛措置の影響で増加した家庭内暴力に対応するために作成されたものである。
加害者がしばしば家庭内のテクノロジーに支配を及ぼすことに鑑み、このサインは無言で、かつデジタルの痕跡を残さないまま助けを求めることのできる方法として開発された。このシグナルは、手のひらをかざして親指を曲げ、次に握りこぶしをつくって親指を包みこむことで表現される。1箇所にサインを保持するのではなく片手を連続して動作することによって、簡単に視認できることを意図して設計されている。
助けを求めるシグナルは、2020年4月14日にCanadian Women's Foundationによって最初にカナダで導入され、4月28日にはWomen's Funding Networkによってアメリカ合衆国で導入された。ドメスティックバイオレンス件数の増加に対して現代的な解決策を提供する助けとなったことで、地方・国内・海外の報道で広く取り上げられた。このシグナルは、カナダとアメリカの40以上の団体から、ドメスティック・バイオレンスに対抗する有用な手段として認識されている。
加害者がこのようなオンラインイニシアティブに気づくかもしれないという懸念に対しCanadian Women's Foundationやそのほかの団体は、このシグナルは助けを得るために選ぶことのできる手段の1つであり、被害者がこのシグナルや他の符牒を使っていなかったとしても状況の確認に積極的になる必要があると説明する。
サインを受けたときの対応方法や、状況を安全に確認する方法の手順も作成されている。